# Sărăturile de la Gura Ialomiței - Mihai Bravu
Sărăturile de la Gura Ialomiței - Mihai Bravu este o arie protejată (sit de importanță comunitară — SCI) din România, desemnată în scopul protejării biodiversității și menținerii într-o stare de conservare favorabilă a florei spontane și faunei sălbatice, precum și a habitatelor naturale de interes comunitar aflate în arealul zonei de protecție. Aceasta este întinsă pe o suprafață de 3.488,6 ha, integral pe uscat.

## Localizare
Centrul sitului Sărăturile de la Gura Ialomiței - Mihai Bravu este situat la coordonatele 44°45′21″N 27°45′14″E / 44.755803°N 27.75385°E. Situl se întinde pe teritoriile administrative ale comunelor Berteștii de Jos și Victoria din județul Brăila și pe cele ale comunelor Giurgeni și Gura Ialomiței din județul Ialomița.

## Înființare
Situl Sărăturile de la Gura Ialomiței - Mihai Bravu a fost declarat sit de importanță comunitară (ROSCI0389) în septembrie 2011 pentru a proteja 1 specie de animale.

## Biodiversitate
Situată în ecoregiunea de stepă, aria protejată conține 2 habitate naturale: Stepe și mlaștini sărate panonice, Salicornia și alte specii anuale care populează regiunile mlăștinoase și nisipoase.
La baza desemnării sitului se află o specie protejată de  mamifere: popândău (Spermophilus citellus).
Pe lângă speciile protejate, pe teritoriul sitului au mai fost identificate 11 specii de plante, 1 specie de amfibieni, 3 specii de nevertebrate.